# Avignon
Avignon is een stad aan de Rhône in het zuiden van Frankrijk. Avignon is de prefectuur van het departement Vaucluse. De stad telde 91.760 inwoners op 1 januari 2022, die Avignonnais worden genoemd. Het is de gemeente met de meeste inwoners van het departement.
Avignon heeft de bijnamen "Babylon aan de Rhône" omwille van de Babylonische ballingschap der pausen, alsook "Provençaalse pausenstad". Pausen verbleven in Avignon tussen 1309 en 1423. Avignon is al eeuwen de zetel van een aartsbisschop.
Het historische centrum (aangeduid met "intra-muros") is omgeven door veertiende-eeuwse vestingmuren van 4,3 kilometer lang met zeven poorten en 39 torens. Belangrijke monumenten zijn het Pausenpaleis, de Rocher des Doms en de Pont d'Avignon. Het centrum staat sinds 1995 op de Werelderfgoedlijst van UNESCO.

## Geschiedenis

### Oudheid
De plaats is bewoond sinds de prehistorie en werd voor het eerst genoemd in de zesde eeuw v.Chr. Aouen(n)ion was een emporium, een handelspost, gesticht door Grieken uit Phocaea net als Massalia (Marseille). In de vierde eeuw v.Chr. tekenden de Cavares, inwoners van Aouennion, een verdrag dat hen verbond met Massalia. In de loop van de volgende eeuw werd de plaats een bezit van Massalia. Bij de komst van de Romeinen in 120 v.Chr. werden de Cavares bondgenoten en hun hoofdstad, Avennio, werd een onderdeel van Provincia (later Gallia Narbonensis) in 118 v.Chr. Tegelijk bleef de stad verbonden met het grotere Massalia tot 49 v.Chr. toen Avennio een zelfstandige stad werd. In 43 v.Chr. werd het een Latijnse kolonie en werd genoemd als een van de meest welvarende steden van Gallia Narbonensis. Er wordt geschat dat de stad in de eerste eeuw een oppervlakte besloeg van vijftig hectare en tot 20.000 inwoners telde. In 121 of 122 bezocht keizer Hadrianus de stad en kende haar het statuut van Romeinse kolonie toe onder de naam Colonia Julia Hadriana Avenniensis. Rond 290 werd een eerste houten brug over de Rhône gebouwd die Avennio verbond met de rechteroever. Avennio was toen al een ommuurde stad. Die muur omsloot de Rocher des Doms, een beter te verdedigen heuvel waar de bevolking zich had teruggetrokken.
Aan het einde van de derde eeuw was er een kleine christelijke gemeenschap in Avennio, ze kwam samen buiten de stadsmuren. Wanneer er een bisschop kwam in Avennio is niet bekend. Nectarius, die de eerste bekende bisschop is, was actief tussen de jaren 439 en 455.
De stad had te lijden onder de invallen van Germaanse stammen die langs de Rhônevallei naar het zuiden trokken. In 472 werd de stad geplunderd door de Bourgonden. In 500 zocht Gondebaud, koning van de Bourgonden, beschutting in Avignon nadat hij door Clovis was verslagen. Een Frankisch leger plunderde het land rond Avignon en belegerde de stad. Gregorius van Tours vertelde hoe een leger onder de Romeinse veldheer Aredius de stad ontzette. In 536 kwam Avignon met de rest van de Provence toch in het Frankische Rijk nadat de Ostrogoten afstand hadden gedaan van het gebied.

### Middeleeuwen
In de zesde eeuw was de stad nog een intellectueel centrum, maar over de zevende en achtste eeuw is over Avignon weinig bekend. Gedurende twee eeuwen zou de bisschopszetel onbemand zijn gebleven. In de eerste helft van de achtste eeuw werd de stad ingenomen door de Noord-Afrikaanse moslims, die er een van hun bolwerken in het zuiden van Frankrijk vestigden. In 739 slaagde Karel Martel erin de stad te heroveren, nadat een beleg twee jaar eerder was mislukt. In de negende en de tiende eeuw is er weer sprake van bisschoppen en van een kathedraal en kerken in de stad. In 932 ontstond het koninkrijk Arles en was Avignon een van de versterkte steden van dit koninkrijk. Aan het einde van de tiende eeuw werd het gezag over de stad verdeeld tussen de bisschop, het kapittel van de kathedraal en een burggraaf. Er ontstond ook een begin van een zelfstandig stadsbestuur en in 1129 werd Avignon bestuurd door consuls. De bevolking groeide sterk vanaf de elfde eeuw en er kwam opnieuw bebouwing buiten de stadsmuren, die in de twaalfde eeuw werden vernieuwd.
Tijdens een concilie in Avignon werd graaf Raymond VI van Toulouse voor een tweede keer werd geëxcommuniceerd voor zijn vermeende steun aan de katharen. Toch was Avignon op de hand van Raymond VI en zijn opvolger Raymond VII. Tijdens de Tweede Albigenzische Kruistocht werd Avignon in 1226 ingenomen door het leger van koning Lodewijk VIII van Frankrijk. Op bevel van de koning werden de stadsmuren en versterkingen afgebroken. Dit gebeurde ook deels met de Pont Saint-Bénézet. De brug met zijn tol vormde een belangrijke inkomstenbron voor de stad en werd snel weer hersteld. Dit gebeurde ook met de stadsomwalling. Na de dood van graaf Raymond VII in 1249 en bij afwezigheid van zijn erfgenaam die op kruistocht was, riep het bestuur van de stad de republiek uit. Deze republiek kwam na twee jaar ten einde toen de stad zich in 1251 moest overgeven aan Alfons van Poitiers en Karel van Anjou, de broers van de Franse koning Lodewijk IX.

### Pausenstad
In 1309 zette paus Clemens V de Babylonische ballingschap der pausen (1309-1376) in, waardoor de pauselijke residentie van Rome naar Avignon werd verplaatst. Dit zorgde voor een ongekende bloei van de stad in de veertiende eeuw. De bevolking groeide van 5 à 6.000 naar 30 à 40.000. Dit zorgde voor een grote bouwwoede, zowel in de oude ommuurde stad als daarbuiten. Paleizen, hospitalen voor de pelgrims en woonhuizen werden opgetrokken zonder enig overleg en de oude stad kreeg hierdoor een gotisch uiterlijk. Vanaf 1355 werd een nieuwe stadsmuur gebouwd om ook de nieuwe stadsdelen te beschermen. Deze 4,3 kilometer lange muur omsloot een oppervlakte van 150 hectare en telde twaalf poorten, 36 torens en 56 erkertorens. Avignon had verschillende havens op de Rhône.
Het vertrek van de pausen betekende het einde van de bloeitijd van de stad. Op een eeuw tijd halveerde de bevolking en veel gebouwen raakten in verval. Toch bleef Avignon lang een kosmopolitische stad dankzij haar handelsfunctie.
De pausen hadden de heerschappij over Avignon in 1348 gekocht en samengevoegd met het eerder verworven comtat Venaissin. Dit bleef een pauselijke staat tot de Franse annexatie in 1791. De pausen stelden een legaat aan om Avignon te besturen. Deze pauselijk legaat werd vanaf 1542 bijgestaan door een vicelegaat. Vanaf 1691 werd de stad enkel nog door een vicelegaat bestuurd.
In de achttiende eeuw was de bevolking gegroeid tot ongeveer 25.000. Toch was er nog voldoende ruimte binnen de middeleeuwse omwalling. Er kwam enige stadsvernieuwing, maar Avignon behield haar middeleeuwse uiterlijk. Tussen 1733 en 1793 verscheen Le Courrier d'Avignon, een krant die in Avignon werd gedrukt om te ontsnappen aan de Franse censuur.

### Joods getto
Er is archeologisch bewijs dat er in de vierde eeuw al een Joodse gemeenschap in de stad leefde. In de twaalfde eeuw was er een aparte Joodse buurt in de stad, eerst in de Rue Juiverie, later aan de Place de Jérusalem. In de veertiende eeuw werden de Joden uit het koninkrijk Frankrijk verbannen en velen vestigden zich in de comtat Venaissin, onder andere in Avignon. Het getto van Avignon, afgesloten met drie poorten, bleef bestaan tot het einde van het ancien régime.

### Franse Revolutie

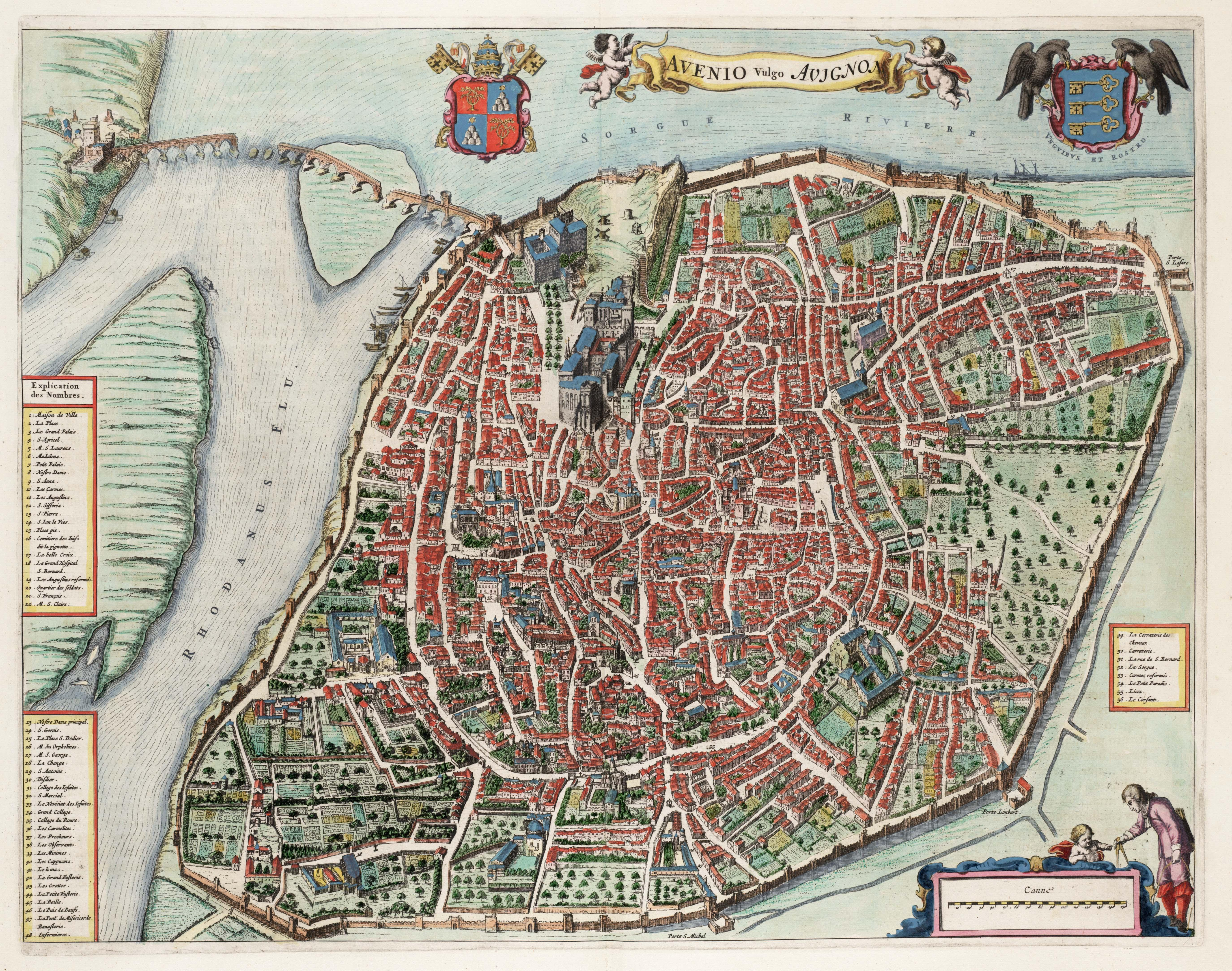
Avignon in de 17e eeuw (Atlas van Loon)

Op 12 september 1791 werden Avignon en de comtat Venaissin bij Frankrijk aangehecht. Avigon werd in 1793 de prefectuur (hoofdstad) van het departement Vaucluse.
De houding van de inwoners ten aanzien van de Franse Revolutie was ambivalent. De aanhechting was voorafgegaan door een referendum. Maar in oktober werd een stadsambtenaar door een menigte gelyncht nadat het gerucht zich had verspreid dat de staat de goederen van de kerk in beslag zou nemen. De repressie die volgde was wreed. Een zestigtal burgers werd geëxecuteerd in het pausenpaleis tijdens het zogeheten Massacre de la Glacière. Op 7 juli 1793 werd Avignon zonder tegenstand ingenomen door een opstandelingenleger dat optrok vanuit Marseille. Op 25 juli werd de stad zonder bloedvergieten weer ingenomen door republikeinse troepen. In 1795 nam een royalistisch leger Avignon in maar de republikeinen heroverden de stad en de leider van de royalisten werd gefusilleerd. Tijdens de Honderd Dagen van Napoleon in 1815 hielden royalisten huis in de stad. De napoleontische maarschalk Guillaume Brune werd door een woedende massa vermoord en zijn lichaam werd in de Rhône geworpen.

### Moderne tijd
In de negentiende eeuw kwam er weinig industrie in Avignon en de stad ontwikkelde zich eerder als marktplaats voor de landbouw uit de omgeving. Er kwamen nieuwe vaste oeververbindingen over de Rhône en de Durance. Bij de stadsvernieuwing gingen veel oude monumenten verloren (kloosters, het gotische stadhuis, delen van de stadsmuur). Dit leidde tot felle discussies en andere monumenten werden van de ondergang gered en gerestaureerd volgens de inzichten van de tijd. In 1847 werd de spoorlijn tussen Avignon en Marseille geopend. Het huidige station werd geopend in 1860. Avignon kreeg ook een paardentram en vanaf 1898 een elektrische tram. In 1937 werd het vliegveld Avignon-Caumont geopend. De gemeente kende veel schade door bombardementen tijdens de Tweede Wereldoorlog.
De stad werd gemoderniseerd en groeide sterk. Ondanks de groeiende aandacht voor monumentenzorg vonden er nog enkele controversiële ingrepen plaats in het stadscentrum. De groei vond echter voornamelijk plaats in het gebied buiten de voormalige stadsomwalling. Er verrezen daar nieuwe wijken om de groeiende bevolking te huisvesten. In de tweede helft van de twintigste eeuw groeide de handel en de industrie en vooral ook het toerisme. Het Festival van Avignon en de oude monumenten die gerestaureerd werden maakten van de stad een toeristische trekpleister. In 1977 was de stad laureaat van de Prix de l'Europe van de Raad van Europa en in 2000 was Avignon culturele hoofdstad van Europa. In 2001 werd het TGV-station geopend en de luchthaven Avignon-Caumont werd uitgebouwd.

## Geografie
De oppervlakte van Avignon bedroeg op 1 januari 2022 64,91 vierkante kilometer; de bevolkingsdichtheid was toen 1.413,6 inwoners per km². De Durance mondt uit in de Rhône ter hoogte van Avignon.
De onderstaande kaart toont de ligging van Avignon met de belangrijkste infrastructuur en aangrenzende gemeenten.

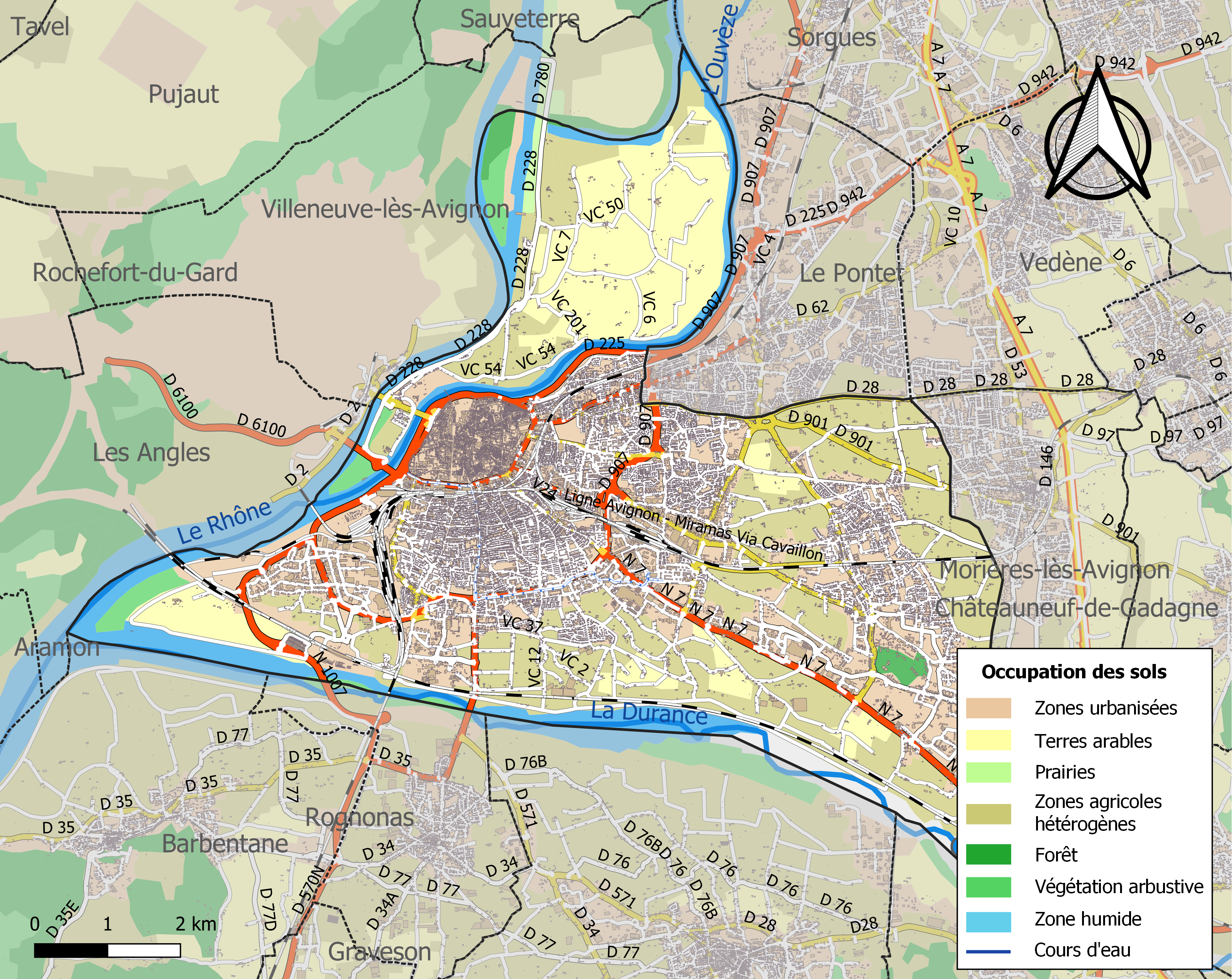

### Waterlopen en grenzen

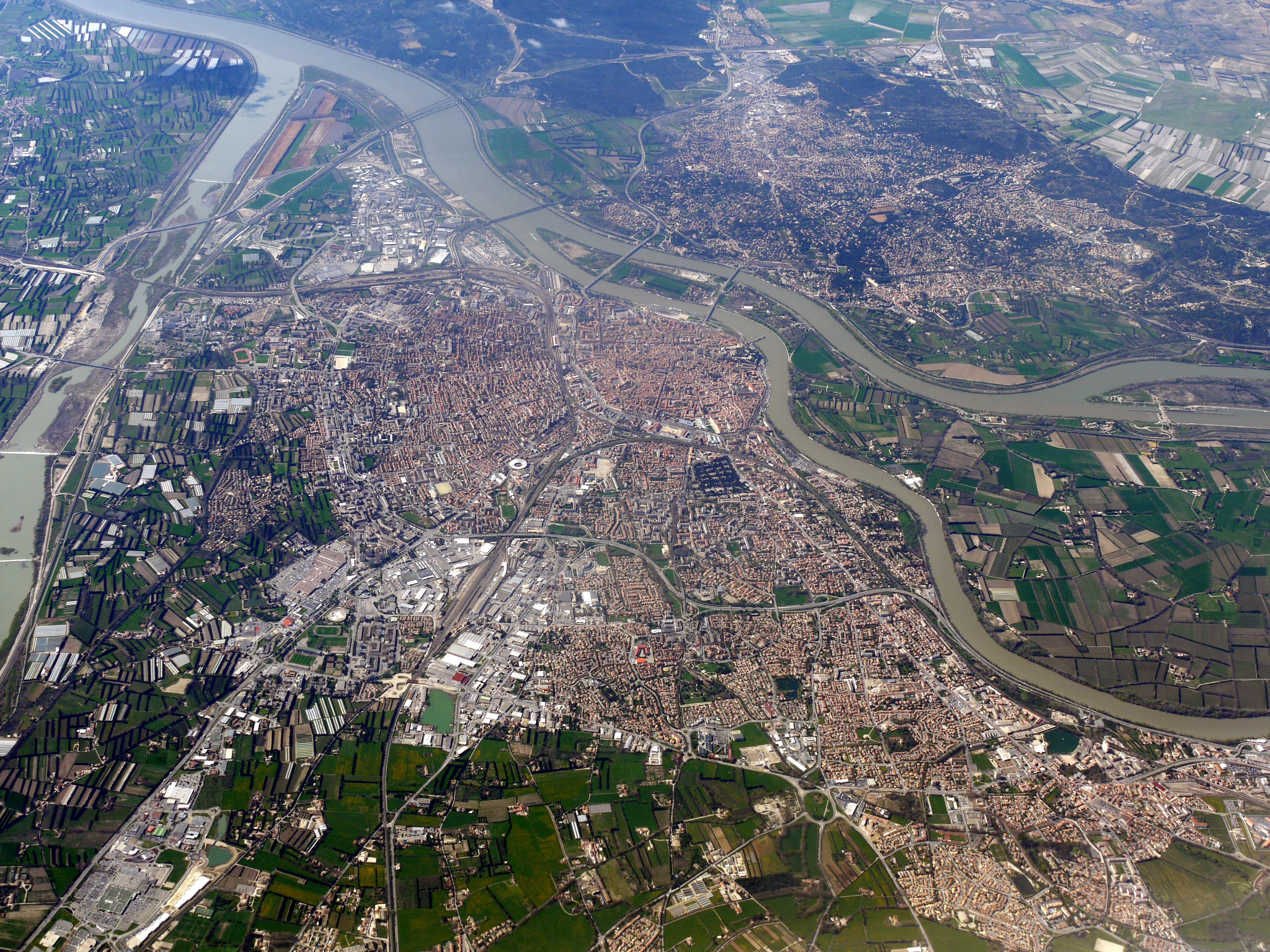
Luchtfoto van Avignon vanuit het noordoosten

Avignon wordt in het zuiden begrensd door de Durance en in het westen door de Rhône. De Rhône vormt hier van oudsher een grens, eertijds tussen het koninkrijk Frankrijk en het Heilige Roomse Rijk en later de pauselijke stadstaat. Na de Franse Revolutie kwam hier de grens tussen de departementen Gard en Vaucluse. Dit was vroeger de linker Rhônearm. In de jaren 1820 werd het zuidelijk deel van het riviereiland Île de la Barthelasse overgeheveld van de gemeente Villeneuve-lès-Avignon naar Avignon. Zo werd de rechter Rhônearm de nieuwe gemeente- en departementsgrens. De Durance vormt dan weer de grens met het departement Bouches-du-Rhône in het zuiden. In 1925 verloor de gemeente Avignon een groot gebied in het noordoosten toen Le Pontet werd afgescheiden en een zelfstandige gemeente werd.
Avignon is in het verleden meermaals geteisterd door overstromingen van de Rhône. Bekende overstromingen vonden plaats in 1226 en 1479. Bij die laatste overstroming raakte de brug over de Rhône zwaar beschadigd. Bij de zware overstroming van 1856 werd een deel van de stadsmuren weggespoeld.

### Klimaat
Avignon ligt in de mediterrane zone van Frankrijk. Wanneer men echter naar de hoeveelheid neerslag gaat kijken die in dit gebied valt, dan is het klimaat
in Avignon een warm zeeklimaat (cfa). In de zomer is het in Avignon heet en droog, in de lente en herfst valt er veel regen. De winters zijn zacht, met af en toe lichte graden vorst. Sneeuw is zeldzaam in Avignon. De gemiddelde temperatuur in Avignon wordt vaak naar beneden gebracht door de mistral, die Avignon door het Rhônedal passeert.

## Demografie
De bevolking verdubbelde tijdens de negentiende eeuw, van ongeveer 20.000 in 1801 naar 48.312 in 1906. Tussen 1920 en 1975 verdubbelde de bevolking nogmaals. Terwijl in 1946 nog een meerderheid van de bevolking binnen de vroegere stadsmuren woonde (32.000, tegenover 28.000 erbuiten), was dit tegen 1968 al drastisch veranderd (21.000 erbinnen en 68.000 erbuiten). Onderstaande figuur toont het verloop van het inwonertal (bron: INSEE-tellingen).

## Bezienswaardigheden
Sinds 1995 staat het historisch centrum van Avignon met het pauselijk paleis, bisschoppelijk ensemble en brug op de werelderfgoedlijst van UNESCO. De kadastrale inschrijving omvat een gebied van 8,18 hectare. Hoewel het toen een belangrijke stad was, telt Avignon weinig zichtbare resten uit de Romeinse periode. Dit geldt zeker in vergelijking met steden als Nîmes, Arles, Orange en Vaison-la-Romaine. Belangrijkste monument zijn de Romeinse arcaden met een lengte van 250 meter, waarvan echter maar een deel zichtbaar is in de Rue Saint-Étienne.
Bezienswaardigheden zijn:
- Palais des Papes (Pausenpaleis), een dominant en burchtachtig gebouw, waar negen pausen verbleven in de periode 1309 - 1376.
- Notre-Dame des Doms, de twaalfde-eeuwse kathedraal van Avignon.
- Pont Saint-Bénézet,[10] beter bekend als de brug van Avignon van het kinderliedje Sur le pont d'Avignon.
- Munthof
- Hôtel de Joannis de Verclos aan de Place de la Principale
- Hôtel des Mares de Montdevergues aan de Place de la Préfecture
- Notre-Dame de Bon Repos in de wijk Montfavet

### Musea
- Musée Requien
- Musée Calvet
- Musée Lapidaire
- Musée Angladon
- Musée du Mont de piété
- Archeologisch museum

### Sur le pont d'Avignon

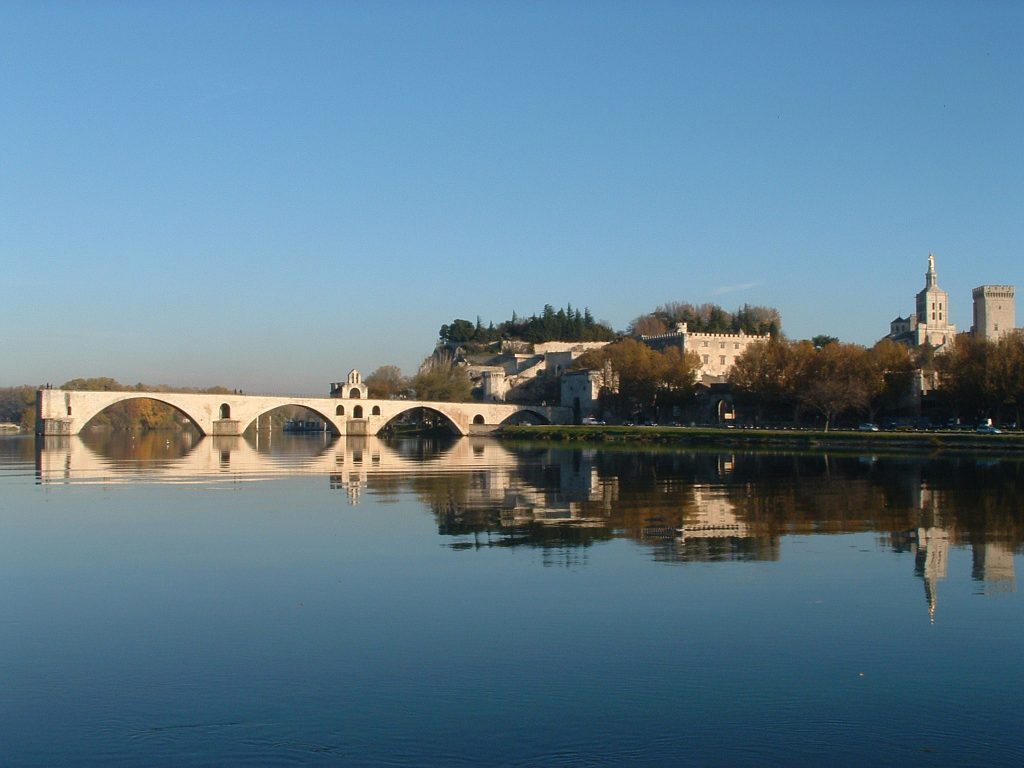
De Pont d'Avignon vanaf het Île de la Barthelasse

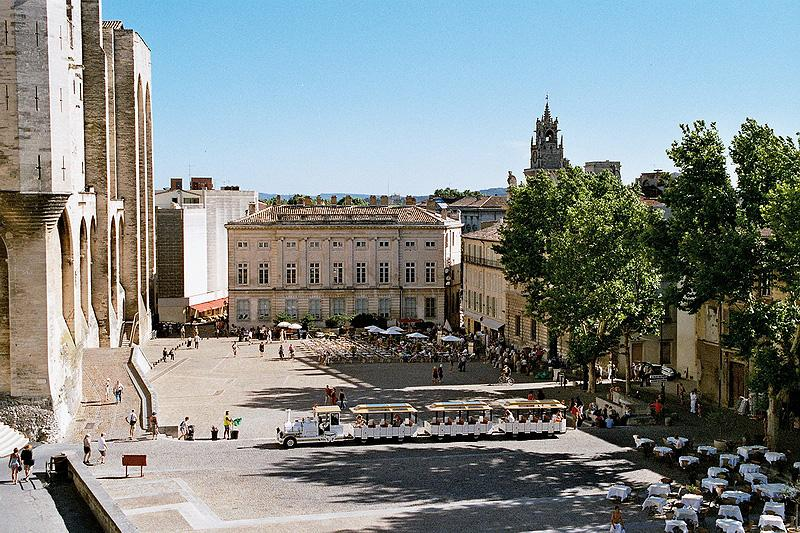
Plein onder het Pausenpaleis

Veel mensen kennen de naam Avignon van het kinderliedje Sur le pont d'Avignon, dat over de Pont Saint-Bénézet gaat. Het restant van die brug ligt over de Rhône. Het begin van dit lied luidt:
Sur le pont d'Avignon (Op de brug van Avignon)
On y danse, on y danse (daar danst men, daar danst men)
Sur le pont d'Avignon (Op de brug van Avignon)
On y danse tous en rond. (daar danst men in het rond)

### Festival van Avignon
Avignon is ook bekend vanwege het grootse theaterfestival dat jaarlijks in de maand juli in de stad gehouden wordt. Feitelijk bestaat het festival uit twee delen: Het officiële festival dat een podium biedt aan de grote theaterproducties van Frankrijk (en Europa). Hoogtepunt van dit officiële festival is elk jaar de uitvoering op de binnenplaats van het pauselijk paleis.
Daarnaast kent het festival van Avignon het zogenaamde "Off"-gedeelte. Hierbinnen vallen de optredens van kleinschaliger theaterproducties die overal in de stad, ook op straat, vertoond worden.
Het festival is opgericht in 1947 door Jean Vilar.
Elk jaar trekt het festival bezoekers die vaak de gehele maand juli in Avignon verblijven tot ze op de laatste dag vertrekken. De laatste dag van het festival wordt daarom ook wel de dood van het festival genoemd, omdat de stad dan weer uitgestorven is en alleen nog enkele posters en affiches van theatervoorstellingen in de straten zijn overgebleven.
In 2005 was Jan Fabre artiste associé of gastcurator.

## Verkeer en vervoer

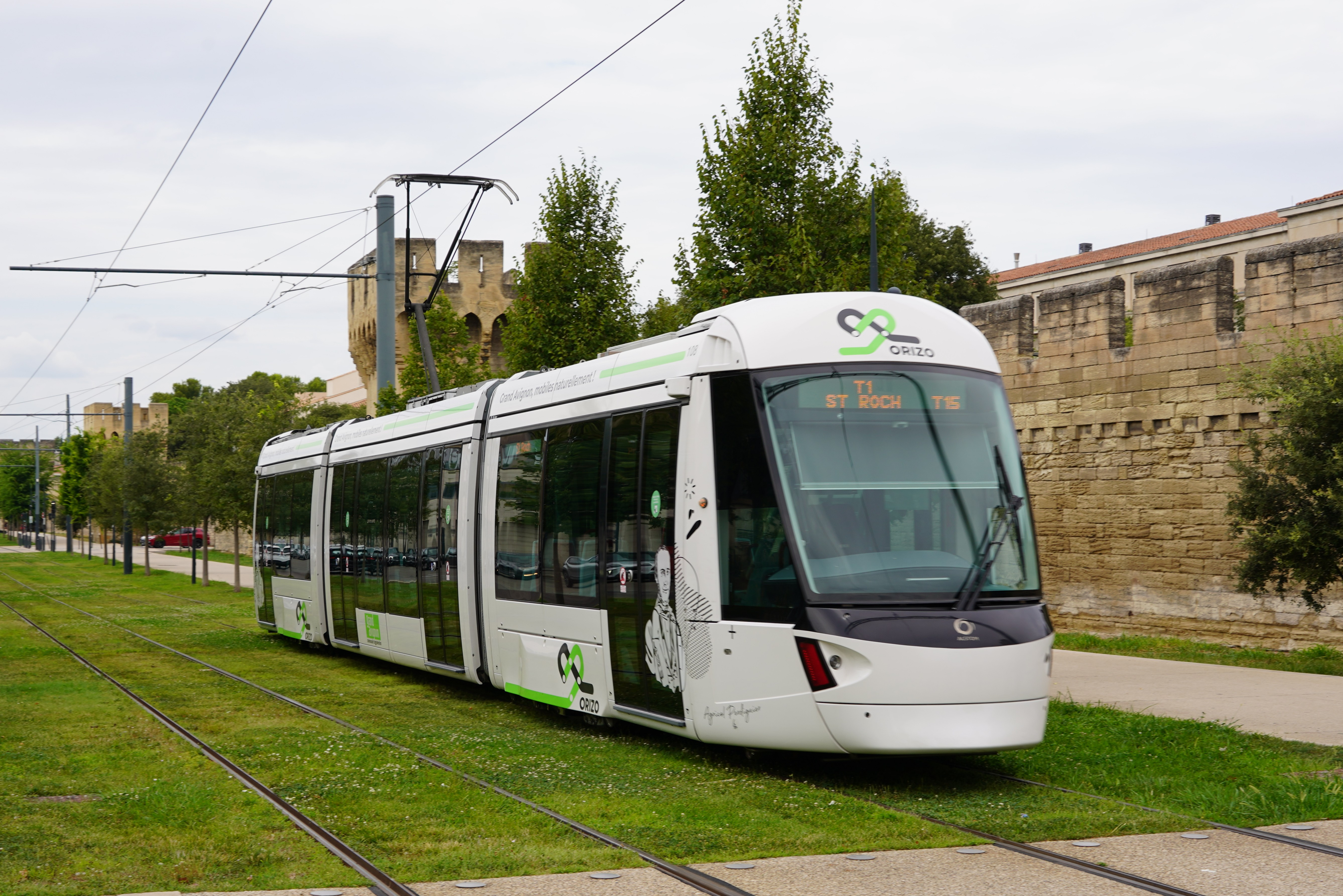
Tram van Avignon

In de gemeente ligt spoorwegstation Avignon-Centre aan de klassieke spoorweg en Avignon TGV langs de hogesnelheidslijn. Sinds 15 december 2013 zijn beide stations met elkaar verbonden en kunnen lokale treinen en hogesnelheidstreinen op elkaar aansluiten. Een tramnet met twee tramlijnen is in aanleg. De eerste tramlijn is op 19 oktober 2019 geopend.
De stad is bereikbaar via de A7.

## Sport
Avignon is zeven keer etappeplaats geweest in de wielerkoers Ronde van Frankrijk. Daarbij was Avignon vijf keer aankomstplaats van een etappe. Dat was voor het laatst het geval in 1987 toen de Nederlander Jean-Paul van Poppel er een rit won.

## Bekende inwoners van Avignon

### Geboren
- Alexandre de Rhodes (1591–1660), jezuïet en missionaris
- Jean-Joseph Mouret (1682-1738), componist en dirigent
- Augustin Danyzy (1698-1777), hoogleraar aan de universiteit van Montpellier
- Louis des Balbes de Berton (1717-1796), hertog van Crillon en hertog van Mahon, ridder van het Gulden Vlies
- Etienne Fallot de Beaumont (1750-1835), bisschop
- Yves Delage (1854–1920), zoöloog
- Jules-Godefroy Astruc (1862-1955), architect
- Henri Bosco (1888-1976), schrijver
- Olivier Messiaen (1908-1992), componist en pedagoog
- Pierre Boulle (1912-1994), schrijver
- René Girard (1923-2015), Frans-Amerikaans antropoloog, historicus en vergelijkende literatuurwetenschapper
- Maurice Bourgue (1939-2023), hoboïst, kamermusicus, componist en dirigent
- Bernard Kouchner (1939), arts en politicus
- Jean-Claude Malgoire (1940-2018), dirigent, musicoloog, muziekpedagoog, hoboïst en althoboïst
- Guy Bonnet (1945-2024), auteur, componist en zanger
- Mireille Mathieu (1946), zangeres
- Éric Di Meco (1963), voetballer
- Jean Alesi (1964), autocoureur
- Mazarine Pingeot (1974), schrijfster
- Cédric Carrasso (1981), voetballer
- Jonathan Lacourt (1986), voetballer
- Yoann Touzghar (1986), Tunesisch-Frans voetballer
- Younès Belhanda (1990), Frans-Marokkaans voetballer
- Terence Tchiknavorian (1992), freestyleskiër
- Samuel Gigot (1993), voetballer